# Londoner Konferenz (1912)
Die Londoner Konferenz war eine internationale Nachfolgekonferenz der vorausgegangenen Berliner Tagung zur Normierung des Seefunks und legte 1912 das Funknotrufsignal SOS verbindlich fest. Der Untergang der Titanic hatte den nötigen Handlungsbedarf drastisch vor Augen geführt. Vorgeschlagen hatte diese einprägsame Morsezeichenfolge auf der ersten Konferenz am 3. Oktober 1909 in Berlin der Deutsche Hans Bredow.